# Ponnier D.VIII
Le Ponnier D.VIII (également appelé Hanriot-Ponnier D.VIII), était un prototype d'avion militaire français, réalisé en 1914, à la veille de la Première Guerre mondiale, par la société Ponnier.